# Cova de Can Simon
La Cova de Can Simon és una Galeria subterrània oberta en les calcàries de Montjuïc (Girona) i que forma part del carst que solca la muntanya), inclòs a l'Inventari del Patrimoni Arqueològic i Paleontològic de Catalunya.
Isidre Macau i Teixidor visita el jaciment l'any 1931, després que es rebenti un dipòsit d'aigua i s'erosioni part del rebliment de la cova. Recull els materials que queden en superfície. La cronologia que, pels materials, es pot atribuir al jaciment és la següent:
- Possibilitat d'un nivell paleolític per dues peces lítiques en sílex i una plaqueta òssia decorada.
- Possibilitat d'un nivell neolític per ceràmica a mà i destrals polides.
- Nivell calcolític/bronze antic. En ceràmica predominen les formes globulars de mides petites i mitjanes, tasses amb nansa, bols hemisfèrics i sub-esfèrics; objectes d'ornamentació diversos, denes en materials lítics i caragols i petxines perforats; en os dos botons prismàtics amb doble perforació en V; material lític representat per dues destrals polides, dues fulles retocades, un perforador, un rascador i un doble raspador tots ells en sílex; quant a objectes metàl·lics dos punxons i una tija de secció quadrada.
- edat del bronze Final. Vasos de perfil sinuós amb vora decorada, bols amb vora bisellada, urneta de cos globular i coll diferenciat, les decoracions són incises, acanalats i l'associació d'ambos tipus, també cordons impresos. Hi aparegueren restes humanes no associades a cap nivell concret. Alguns fragments de ceràmica romana que hi aparegueren semblen rodats i poden haver estat introduïts recentment a la cova per l'acció de l'aigua.